# Robert Shirley, VII conte Ferrers
Robert Shirley, VII conte Ferrers (Londra, 21 settembre 1756 – Hastings, 2 maggio 1827), è stato un nobile britannico.

## Biografia
Figlio primogenito di Robert Shirley, ottenne il titolo di cortesia di visconte. Col padre, nel 4 luglio 1781, venne nominato vice luogotenente del Derbyshire. Succedette alla contea nel 1787.
Venne nominato membro della Society of Antiquaries of London nel 1788, e si dimostrò particolarmente interessato al tema delle genealogie storiche.
Robert sposò Elizabeth Prentiss (m. 14 settembre 1799) il 13 marzo 1778 a St Leonard's, Shoreditch. La coppia ebbe un unico figlio:
- Robert Sewallis Shirley, visconte Tamworth (9 novembre 1778 – 6 giugno 1824), sposò il 5 agosto 1800 Sophia Caroline Curzon, figlia di Nathaniel Curzon, II barone Scarsdale, senza eredi legittimi. Ebbe una figlia illegittima, Caroline (1818–1897), avuta con una domestica di casa. Intrapresa la carriera militare fu sottotenente del 2nd Regiment of Life Guards dal 6 ottobre 1798,[3] venendo promosso al grado di tenente del 1st Regiment of Foot Guards il 4 novembre 1800,[4] ritirandosi dall'esercito nel gennaio del 1802.[5]

Si sposò in seconde nozze con Elizabeth Mundy (m. 22 febbraio 1827), figlia di Wrightson Mundy, il 28 settembre 1799, dalla quale non ebbe figli. Dal momento che suo figlio gli premorì, venne succeduto da suo fratello Washington quando egli morì a Hastings nel 1827. Il conte e sua moglie vennero sepolti a Breedon on the Hill. Lasciò le sue residenze di Ragdale e di Ratcliffe on the Wreake, nel Leicestershire, a sua nipote Caroline, poi duchessa Sforza Cesarini grazie al suo matrimonio col nobile italiano Lorenzo Sforza Cesarini.

## Ascendenza
|                                   |              |                             | Genitori               |  |  | Nonni |  |  | Bisnonni                        |  |  | Trisnonni                    |  |
|                                   |              |                             |                        |  |  |       |  |  | Robert Shirley, I conte Ferrers |  |  | Robert Shirley, IV baronetto |  |
|                                   |              |                             |                        |  |  |       |  |  | Robert Shirley, I conte Ferrers |  |  | Robert Shirley, IV baronetto |  |
|                                   |              | Catherine Okeover           |                        |  |  |       |  |  | Robert Shirley, I conte Ferrers |  |  |                              |  |
| Laurence Shirley                  |              |                             |                        |  |  |       |  |  | Robert Shirley, I conte Ferrers |  |  |                              |  |
|                                   |              | Elizabeth Washington        | Lawrence Washington    |  |  |       |  |  |                                 |  |  |                              |  |
|                                   |              | Elizabeth Washington        | Lawrence Washington    |  |  |       |  |  |                                 |  |  |                              |  |
|                                   |              | Elizabeth Washington        | Eleanor Guise          |  |  |       |  |  |                                 |  |  |                              |  |
| Robert Shirley, VI conte Ferrers  |              | Elizabeth Washington        |                        |  |  |       |  |  |                                 |  |  |                              |  |
|                                   |              | Walter Clarges, I baronetto | Thomas Clarges         |  |  |       |  |  |                                 |  |  |                              |  |
|                                   |              | Walter Clarges, I baronetto | Thomas Clarges         |  |  |       |  |  |                                 |  |  |                              |  |
|                                   |              | Walter Clarges, I baronetto | Mary Procter           |  |  |       |  |  |                                 |  |  |                              |  |
| Anne Clarges                      |              | Walter Clarges, I baronetto |                        |  |  |       |  |  |                                 |  |  |                              |  |
|                                   |              | Elizabeth Gould             | Thomas Gould           |  |  |       |  |  |                                 |  |  |                              |  |
|                                   |              | Elizabeth Gould             | Thomas Gould           |  |  |       |  |  |                                 |  |  |                              |  |
|                                   |              | Elizabeth Gould             | Anne Drury             |  |  |       |  |  |                                 |  |  |                              |  |
| Robert Shirley, VII conte Ferrers |              | Elizabeth Gould             |                        |  |  |       |  |  |                                 |  |  |                              |  |
|                                   | Ralph Cotton | William Cotton              |                        |  |  |       |  |  |                                 |  |  |                              |  |
|                                   | Ralph Cotton | William Cotton              |                        |  |  |       |  |  |                                 |  |  |                              |  |
|                                   | Ralph Cotton | Joyce Bromley               |                        |  |  |       |  |  |                                 |  |  |                              |  |
| Rowland Cotton                    | Ralph Cotton |                             |                        |  |  |       |  |  |                                 |  |  |                              |  |
|                                   |              | Abigail Abney               | James Abney            |  |  |       |  |  |                                 |  |  |                              |  |
|                                   |              | Abigail Abney               | James Abney            |  |  |       |  |  |                                 |  |  |                              |  |
|                                   |              | Abigail Abney               | Jane Mainwaring        |  |  |       |  |  |                                 |  |  |                              |  |
| Catherine Cotton                  |              | Abigail Abney               |                        |  |  |       |  |  |                                 |  |  |                              |  |
|                                   |              | Samuel Sleigh               | Gervase Sleigh         |  |  |       |  |  |                                 |  |  |                              |  |
|                                   |              | Samuel Sleigh               | Gervase Sleigh         |  |  |       |  |  |                                 |  |  |                              |  |
|                                   |              | Samuel Sleigh               | Elizabeth Cholmondeley |  |  |       |  |  |                                 |  |  |                              |  |
| Mary Sleigh                       |              | Samuel Sleigh               |                        |  |  |       |  |  |                                 |  |  |                              |  |
|                                   |              | Elizabeth Harpur            | John Harpur            |  |  |       |  |  |                                 |  |  |                              |  |
|                                   |              | Elizabeth Harpur            | John Harpur            |  |  |       |  |  |                                 |  |  |                              |  |
|                                   |              | Elizabeth Harpur            | Mary Ballidon          |  |  |       |  |  |                                 |  |  |                              |  |
|                                   |              | Elizabeth Harpur            |                        |  |  |       |  |  |                                 |  |  |                              |  |